# Dreifaltigkeitskirche (Budry)
Bei der Kirche in Buddern (polnisch Kościół Trójcy Przenajświętszej w Budrach) handelt es sich um einen Feldsteinbau aus der ersten Hälfte des 18. Jahrhunderts. Bis 1945 war sie evangelische Pfarrkirche für das Kirchspiel Buddern; heute dient sie als Gotteshaus der römisch-katholischen Pfarrei Budry im Bistum Ełk.

## Geographische Lage
Budry liegt im Nordosten der polnischen Woiwodschaft Ermland-Masuren an der Woiwodschaftsstraße DW 650 (einstige deutsche Reichsstraße 136), die die Kreisstädte Gołdap (deutsch Goldap) und Węgorzewo (Angerburg) miteinander verbindet und bis Stara Różanka (Alt Rosenthal) vor den Toren der Stadt Kętrzyn (Rastenburg) führt. Eine Bahnanbindung besteht nicht.
Die Kirche steht mitten im Dorf an der ul. Marii Konopnickiej.

## Kirchengebäude

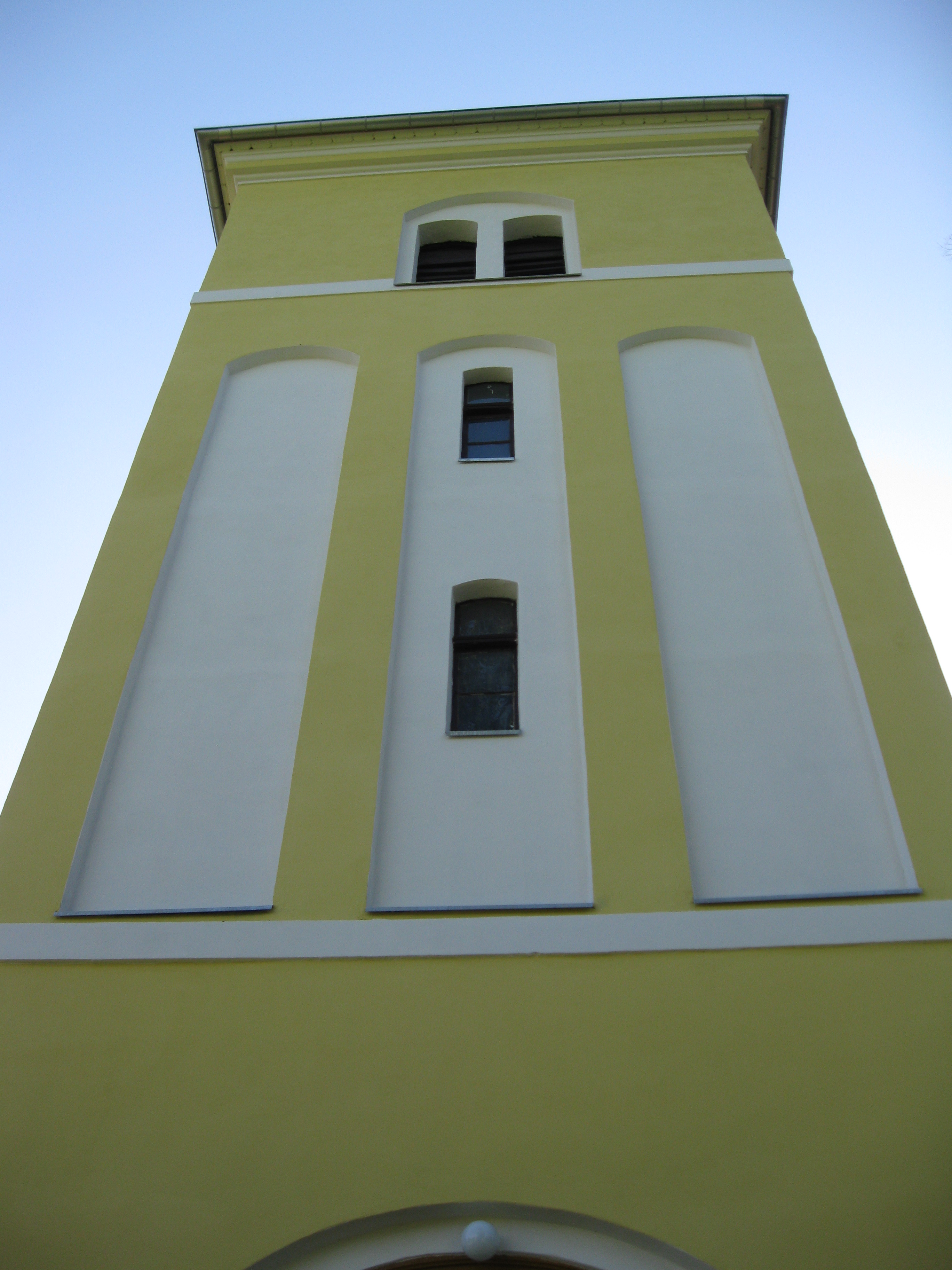
Der 1882 vorgesetzte Turm der Kirche

Bereits im Jahr 1724 gab es Pläne zum Bau einer evangelischen Kirche in Buddern. Verwirklicht werden konnte das Projekt jedoch erst in den Jahren 1738 und 1739, als ein Bau aus verputzten Feldsteinen errichtet wurde.
Der gleichzeitig für die Glocken erbaute Holzturm an der Kirche musste 1882 abgerissen werden. An seine Stelle trat ein massiver der Kirche vorgesetzter Turm.
Der Kircheninnenraum ist flach gedeckt und hatte ursprünglich zwei seitliche Emporen. Altar und Kanzel sind schlichte Schnitzwerke. 1799 erhielt das Gotteshaus eine Orgel, die der Orgelbaumeister Nippert aus Insterburg (heute russisch Tschernjachowsk) anfertigte. Das Geläut bestand anfangs aus drei Glocken.

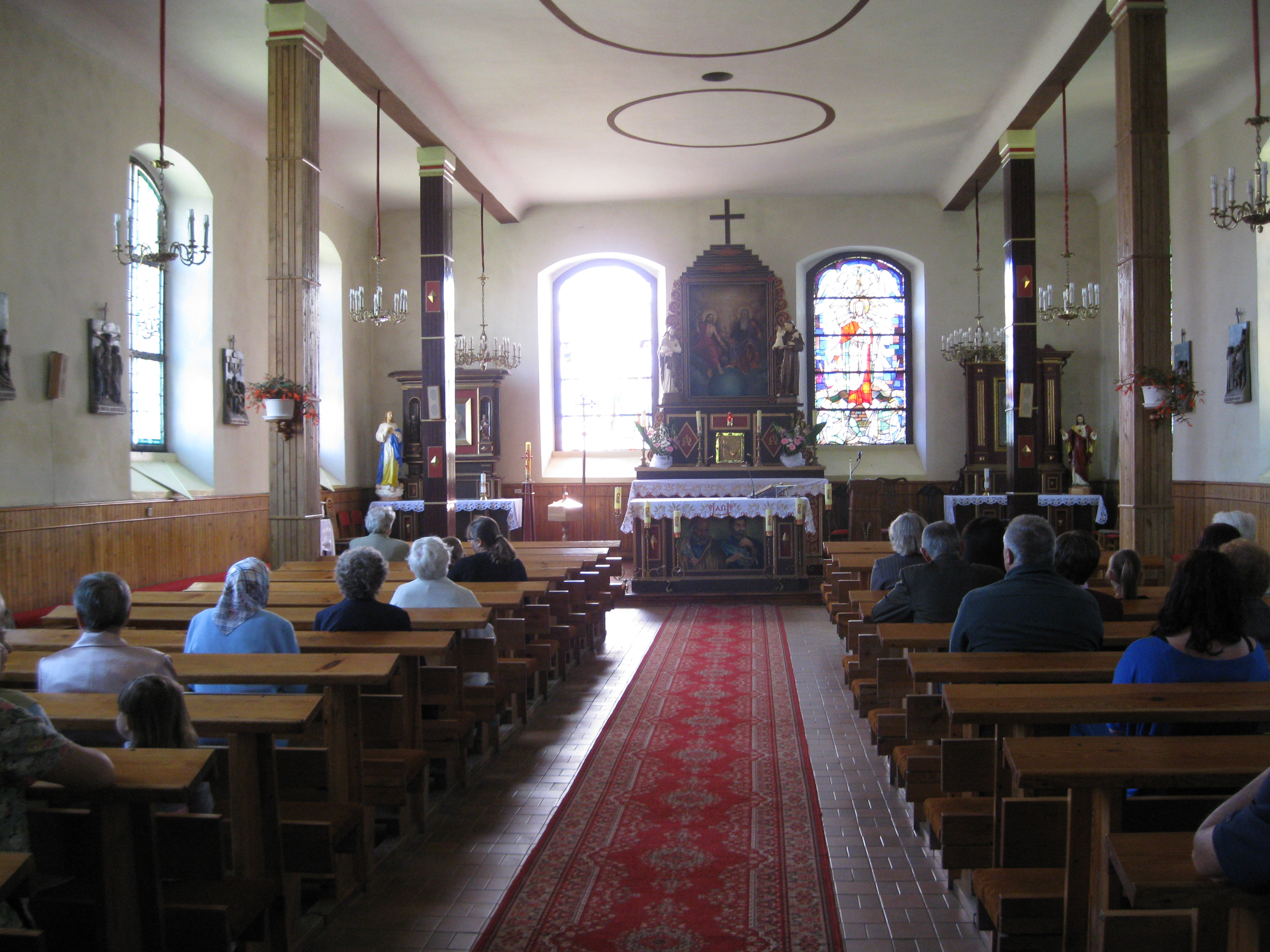
Blick in den Innenraum der heutigen Kirche

Im Ersten Weltkrieg erlitt das Gebäude schwerste Zerstörungen und konnte erst in den ersten Nachkriegsjahren wiederhergestellt werden.
In den 1950er Jahren wurden mannigfache Restaurierungsarbeiten an der Kirche vorgenommen, gleichzeitig die Ausstattung der Liturgie der Römisch-katholischen Kirche angepasst. Die katholische Kirchengemeinde ist jetzt Eigentümer des Gotteshauses, das sie der Hl. Dreifaltigkeit geweiht hat.

## Kirchengemeinde
Im Jahr 1739 wurde Buddern ein Kirchdorf; bis dahin gehörte es zum Kirchspiel der Kirche in Engelstein (polnisch Węgielsztyn). Im Gründungsjahr wurde zugleich eine Pfarrstelle geschaffen, die die zweite Amtsstelle in Engelstein ersetzte. Im Jahr 1925 zählte die Pfarrei Buddern 4450 Gemeindeglieder. Sie wohnten in einem fast 40 Orte und Wohnplätze umfassenden weitflächigen Kirchspiel. Bis 1945 gehörte die Kirchengemeinde Buddern zum Kirchenkreis Angerburg in der Kirchenprovinz Ostpreußen der Evangelischen Kirche der Altpreußischen Union. Flucht und Vertreibung der überwiegend evangelischen Bevölkerung machten nach 1945 kirchliches Leben nicht mehr möglich.
Zunehmend aber siedelten sich polnische Bürger an, die meistens römisch-katholischer Konfession waren. Gehörten die Katholiken vor 1945 zur Pfarrkirche Zum Guten Hirten in Angerburg, so übernahmen sie nun die bisher evangelische Kirche in dem nunmehr Budry genannten Ort und machten sie zu ihrer Pfarrkirche. Die daraus entstandene Pfarrgemeinde ist Teil des Dekanats Węgorzewo im Bistum Ełk (Lyck) der Römisch-katholischen Kirche in Polen. Die in Budry lebenden wenigen evangelischen Kirchenglieder gehören jetzt zur Kirchengemeinde in Węgorzewo, einer Filialgemeinde der Pfarrei Giżycko (Lötzen) in der Diözese Masuren der Evangelisch-Augsburgischen Kirche in Polen.

### Ev. Kirchspiel (bis 1945)
Zum evangelischen Kirchspiel Buddern gehörten bis 1945 außer dem Pfarrort noch 38 Orte, Ortschaften und Wohnplätze:
| Name                                | Polnischer Name    |  | Name                                  | Polnischer Name |
| ----------------------------------- | ------------------ |  | ------------------------------------- | --------------- |
| Amalienhof                          | Bogumiły           |  | Klein Sawadden 1938–1945 Buttenhof    | Zawady Małe     |
| *Amwalde                            | Skaliszki          |  | Klein Sunkeln                         | Sąkieły Małe    |
| *Brosowken 1938–1945 Birkenhöhe     | Brzozówko          |  | *Krzywinsken 1927–1945 Sonnheim       | Krzywińskie     |
| Brosowkenberg 1938–1945 Birkenstein | Brzozowska Góra    |  | *Lindenwiese bis 1923 Klein Pillacken | Piłacki Małe    |
| *Dowiaten                           | Dowiaty            |  | Pfeil (Forst)                         | Strzała         |
| Freyhof                             | Wola               |  | Pietrellen 1938–1945 Treugenfließ     | Pietrele        |
| Friedrichsfelde                     | Gnaty              |  | Pilsach                               |                 |
| Grenzhöfchen                        |                    |  | *Popiollen 1938–1945 Albrechtswiesen  | Popioły         |
| Gronden                             | Grądy Węgorzewskie |  | Schwarzstein                          | Czernica        |
| Grondischken                        | Grądyszki          |  | Senft (Forst)                         |                 |
| Groß Budschen                       | Budzewo            |  | *Sobiechen 1938–1945 Salpen           | Sobiechy        |
| Groß Sawadden                       |                    |  | Steinorter Wiesenhaus                 |                 |
| Grünfelde                           | Rozia              |  | Stollberg Wiesenh.                    |                 |
| Grünhöfchen                         | Zbytki             |  | Waldfriede                            |                 |
| Jurgutschen 1938–1945 Jürgenshof    | Jurgucie           |  | Waldhof                               | Kaczorowo       |
| Karlsfelde                          | Radziszewo         |  | *Wenzken                              | Więcki          |
| Karlshof                            | Droglewo           |  | Wiesengrün                            |                 |
| Klein Budschen                      |                    |  | Wilhelmshöh                           | Koźlak          |

### Kath. Pfarrei (seit 1945)
Zur Parafia Budry gehören neben dem Pfarrort zehn Dörfer:
| Name               | Deutscher Name                 |  | Name        | Deutscher Name                       |
| ------------------ | ------------------------------ |  | ----------- | ------------------------------------ |
| Brzozówko          | Brosowken 1938–1945 Birkenhöhe |  | Pietrele    | Pietrellen 1938–1945 Treugenfließ    |
| Budzewo            | Groß Budschen                  |  | Piłaki Małe | Lindenwiese bis 1923 Klein Pillacken |
| Dowiaty            | Dowiaten                       |  | Popioły     | Popiollen                            |
| Grądy Węgorzewskie | Gronden                        |  | Sobiechy    | Sobiechen 1938–1945 Salpen           |
| Grądyszki          | Grondischken                   |  | Więcki      | Wenzken                              |

### Pfarrer (bis 1945)
Von der Gründung der Kirchengemeinde Buddern im Jahr 1739 bis zur Vertreibung 1945 amtierten in Buddern als evangelische Geistliche:
| - Christoph Albrecht Rüdiger, 1739–1743 - Theophilus Baranski, 1743–1748 - Johann Gottlieb Cibrovius, 1749–1761 - Michael Groß, 1761–1800 - Johann Friedrich Bruno, 1794–1802 - Heinrich Gotthard Raabe, 1801–1810 - Matthias Czygan, 1810–1845 | - Adolf Heinrich Julius Radefeldt, 1845–1846 - Wilhelm Schulz, 1846–1868 - Franz Ludwig A. Paczynski, 1868–1889 - Hermann August Unterberger, 1890–1916 - Kurt Rudloff, 1916–1928 - Gerhard Woytewitz, 1928–1933 - Helmut Welz, 1935–1945 |

### Kirchenbücher
Von den Kirchenbuchunterlagen der evangelischen Pfarrei Buddern haben sich erhalten und werden bei der Deutschen Zentralstelle für Genealogie in Leipzig aufbewahrt:
- Taufen: 1834 bis 1873
- Trauungen: 1834 bis 1873
- Begräbnisse: 1834 bis 1873.